# جبل مهابورا
ٍ

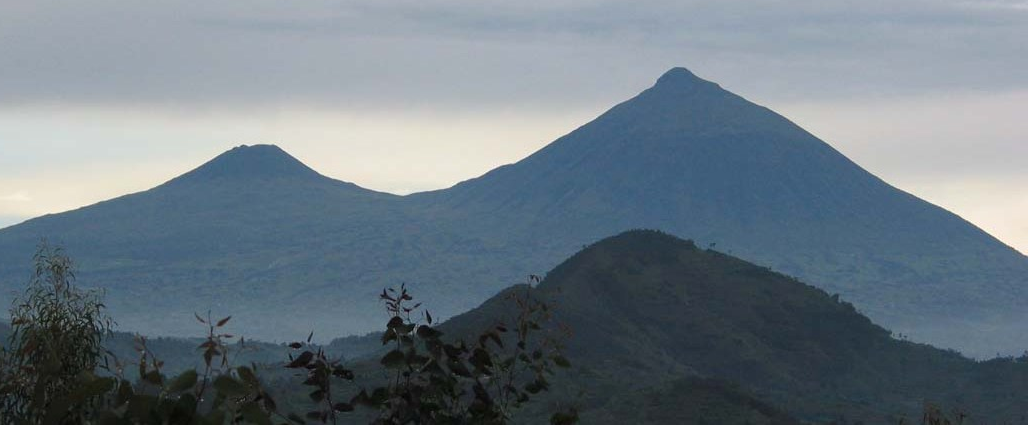
جبل كيانخا وجبل مهابورا على الحدود بين رواندا وأوغندا

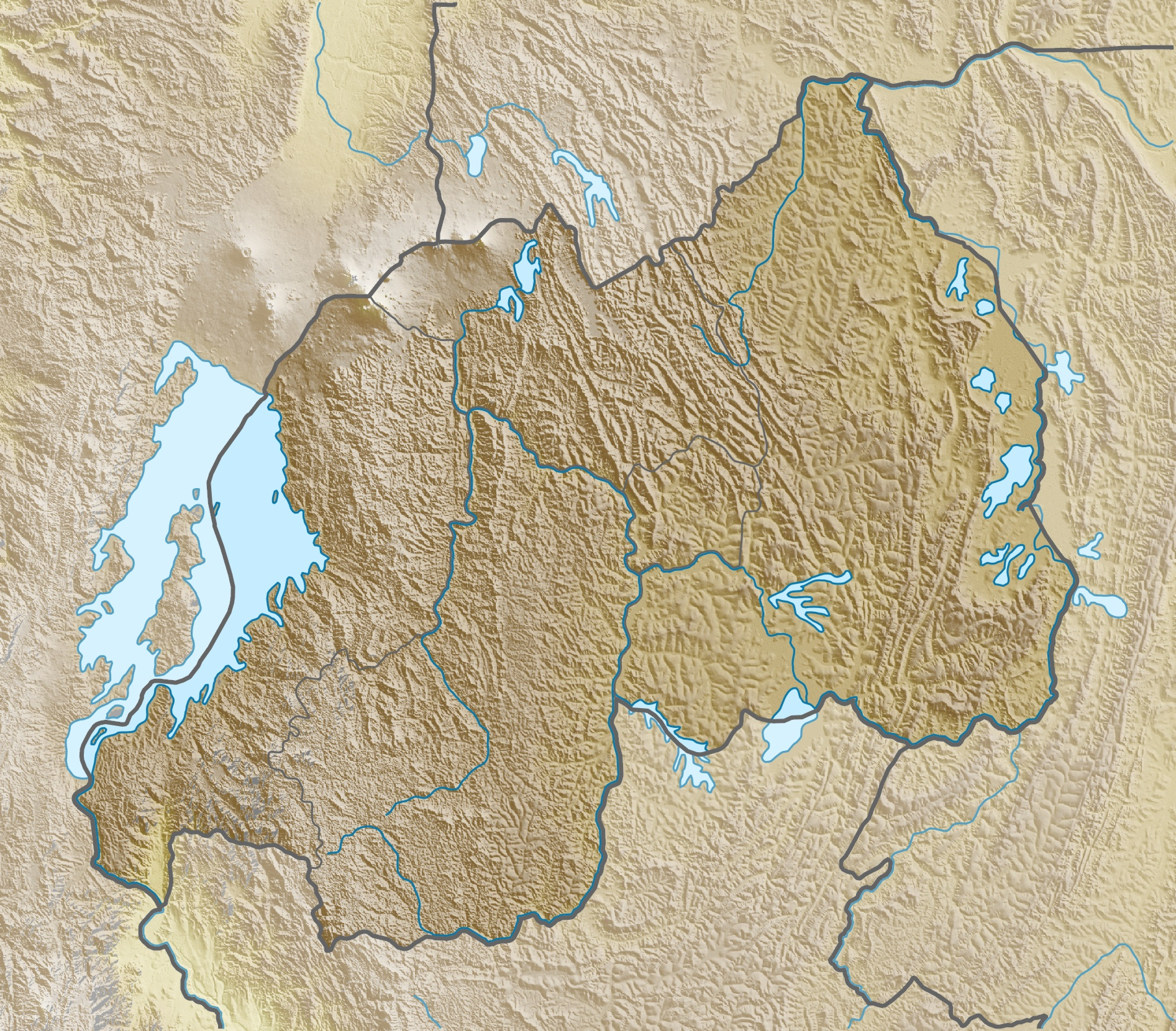
مكان جبل مهابورا في روندا

جبل مهابورا هو بركان خامد في جبال فيرونجا على الحدود بين رواندا وأوغندا.

وبارتفاع يصل إلى 4127 يعتبر جبل مهابورا ثالث أعلى جبل في سلسلة الجبال المكوّنة من 8 جبال بركانية.

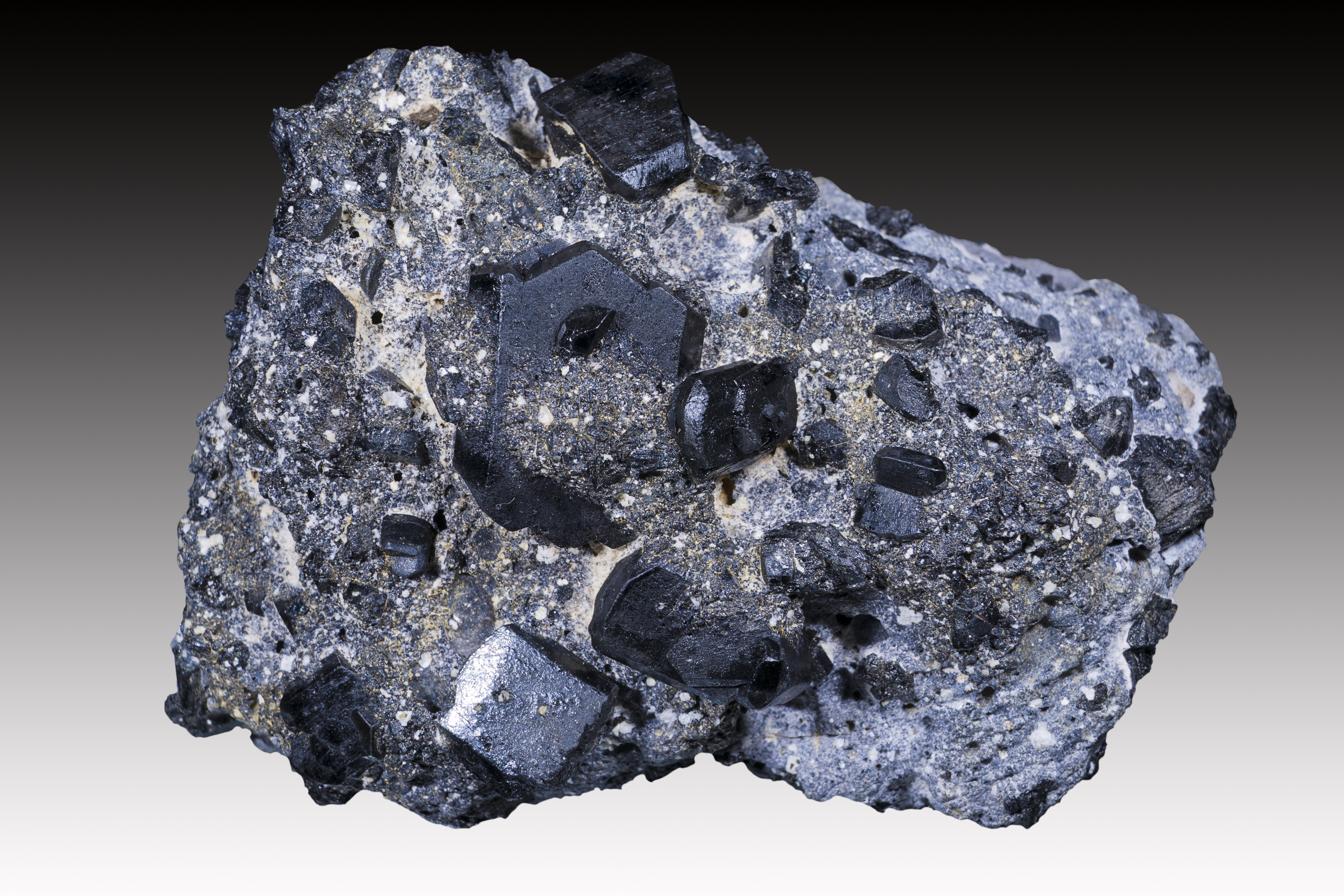
حجر أغويط من جبل مهابورا

## التسمية
ومعني اسم مهابورا باللغة كينيارواندا هو الدليل أو المرشد.